# Сан Марко II (Кјети)
Сан Марко II (итал. San Marco II) је насеље у Италији у округу Кјети, региону Абруцо.
Према процени из 2011. у насељу је живело 29 становника. Насеље се налази на надморској висини од 298 м.